# Trakasta paprat
Trakasta paprat  (lat. Vittaria), rod papratnjača iz porodice bujadovki. Postoji sedam priznatih vrsta vazdazelenih trajnica u tropima Amerike (6 vrsta) isamo jedna u Africi
Rod je nekada bio uključivan u vlastitu porodicu Vittariaceae.

## Vrste
1. Vittaria appalachiana Farrar & Mickel
2. Vittaria flavicosta Mickel & Beitel
3. Vittaria graminifolia Kaulf.
4. Vittaria isoetifolia Bory
5. Vittaria lineata (L.) Sm.
6. Vittaria longipes Sodiro
7. Vittaria scabrida Klotzsch

## Vanjske poveznice
|  | Zajednički poslužitelj ima još gradiva o temi Vittaria |
|  | Wikivrste imaju podatke o taksonu Vittaria             |